# Telefuturo
Telefuturo est une chaîne de télévision paraguayenne.
Cette société de télévision est membre de l'Organisation des Télécommunications Ibéro-Américaines (OTI).

## Histoire
La chaîne a été lancée en ondes le 12 novembre 1997 en tant que chaîne de signal en direct. Au fil des ans, il a intégré un réseau de stations relais pour étendre sa couverture au niveau national.
Depuis le 19 octobre 2016, Telefuturo lance son propre signal haute définition (HD) sur le canal TNT 18.1 pour Asunción et la zone métropolitaine.
Le 11 novembre 2017, la chaîne a fêté ses 20 ans lors de la diffusion du gala spécial de célébration, qui a débuté par un Tapis bleu et l'image de marque de la chaîne s'est renouvelée en son sein.
Le 31 octobre 2018, Telefuturo a changé son format d'image de 4: 3 à 16: 9 lors du Téléthon paraguayen.